# 磁化学
磁化学（magnetic chemistry）是化学的分支，研究化学物质与电磁的关系。物質的磁性的產生，和原子或分子中電子的種種特性有關。
磁化學即研究分子原子中特性與磁學相關的化學問題。

## 磁化率
磁化学中最重要的指标就是磁化率。它衡量物质放在磁场中产生相互作用的强度。体积磁化率，用符号{\displaystyle \chi _{v}}表示，由如下关系定义：
{\displaystyle {\vec {M}}=\chi _{v}{\vec {H}}}
其中，{\displaystyle {\vec {M}}}是材料的磁化強度（单位体积中的磁偶极矩），用安培每米（国际单位制）表示；{\displaystyle {\vec {H}}}是磁场强度，也用安培每米表示。磁化率是无量纲量。在化学中，摩尔磁化率（χmol）是更常用的物理量。它用m3·mol−1（国际单位制）或cm3·mol−1 （厘米-克-秒制）表示，定义为
{\displaystyle \chi _{\text{mol}}=M\chi _{v}/\rho }
其中 ρ 是密度，单位kg·m−3 （国际单位制）或g·cm−3 （厘米-克-秒制）；M是摩尔质量，单位kg·mol−1 （国际单位制）或g·mol−1 （厘米-克-秒制）。
有很多方法可用于测量磁化率。
- 超導量子干涉儀是一种非常敏感的磁力计。
- 可用核磁共振测量溶液中物质的磁化率。[1][2]

## 磁性的类型
由于原子中的每个电子行为都与磁铁相似，当一个孤立原子被放在磁场中，即会与磁场产生相互作用，也就是说，电子具有磁矩。相互作用有两种类型。
1. 抗磁性。当原子处于磁场中，原子会磁极化，即产生感应磁矩。这种相互作用力有将原子推出磁场的趋势。通常用负符号标记抗磁性。抗磁的原子常没有未配对电子，也就是说每个电子都与同一原子轨道上的另一个电子相配对。两个电子的矩会互相抵消，于是原子便没有净磁矩。 然而，对于有六个未配对电子的Eu3+离子而言，轨道角动量会抵消电子角动量，于是这个原子在0K温度下具有抗磁性。
2. 顺磁性。至少一个电子未与其他电子配对。这样的原子具有永久的磁矩。当原子处于磁场中，就会被磁场所吸引。通常用正符号标记顺磁性。

当原子处于化合物中，其磁性则会随化学环境发生改变。测量磁矩可以获取有用的化学信息。
在特定晶体材料中，独立的磁矩会相互排列起来（磁矩既有强度也有方向）。这就导致了铁磁性、反铁磁性和亚铁磁性。这些晶体性质是整体而言的，和化学性质几乎没有关系。

## 科研
2020年10月，中国科学院合肥物质科学研究院强磁场中心磁性功能材料与器件研究团队利用洛伦兹透射电子显微镜研究了Kagome晶体Fe3Sn2中的磁结构，澄清了该类材料中的复杂多拓扑态的起源。2021年7月，中国中科院合肥物质科学研究院强磁场中心盛志高研究团队，利用稳态强磁场大科学装置SM1超导磁体开展特殊功能材料研究，发现强磁场可以有效调控化学反应的速率、反应路径以及反应产物。